# サントリーオールフリー
サントリーオールフリー（Suntory ALL FREE）は、サントリー株式会社（二代目法人）が製造・販売するノンアルコールの炭酸飲料である。

## 概要
「3つのゼロ」(アルコール・カロリー・糖質ゼロ)を実現した、アルコール分0.00%のノンアルコールビールテイスト飲料（炭酸飲料）である。ファインゼロの後継商品に該当する。
ノンカロリー・糖質ゼロだけでなく、低プリン体（100mlあたり0-0.5mg）であることによる健康志向や同時期の猛暑による需要拡大により生産が追い付かず、発売1週間後に発売を一時休止すると発表。その後生産体制を整え、販売休止から4週間後の9月7日に販売を再開した。このこともあり、ノンアルコールビールテイスト飲料では後発品ながら、発売開始から1年間（2010年8月～2011年7月）で同分野での累計販売金額（インテージMAI調べ）においてNo.1のブランドに躍り出た。その後も好調な販売実績を保持しており、同分野での累計販売金額（全国のSM・CVS・酒DSの合計額、2012年以降は左記に加えて一般・業務用酒店も合わせた合計額）において、2011年～2015年の5年連続でNo.1ブランドの座を保持し続けた（2016年以降は後発製品となるアサヒビールの「アサヒドライゼロ」に首位の座が明け渡されている）。
他社のノンアルコールビールテイスト飲料同様、アルコール分0.00%なので法律上の問題はないと説明しているものの、アルコール飲料を飲むことの誘引するおそれがあることから、20歳未満が飲用するのを推奨していない。そのため、パッケージには「当商品は20歳以上の方の飲用を想定して開発しました。」の記載がされている。
発売当初は（初代法人）サントリー酒類株式会社が製造・発売元となっていたが、2014年10月1日に行われたグループ会社内の組織変更（改組）に伴ってサントリー酒類株式会社のビール部門が分割されてサントリービール株式会社が設立された。これにより、ビールテイスト飲料である本品はサントリービール株式会社の扱いとなった。また、2015年1月1日付でサントリービア&スピリッツ株式会社が（二代目法人）サントリー酒類株式会社に商号変更されていた。2022年7月に行われた国内酒類事業の組織再編に伴い、（二代目法人）サントリー株式会社が製造と販売を担うこととなり、同年7月製造分から同時期時点でのシリーズ全製品において、パッケージに記載されている製造者が「サントリー(株)」に名義変更された。

## 歴史
- 2010年
  - 8月3日 - 発売開始。当初は350ml缶のみで、334ml瓶は9月2日に発売される予定だった[4]。
  - 8月10日 - 需要拡大により生産が追い付かず、一時販売休止を発表。
  - 9月7日 - 販売再開し、予定より5日遅れで334ml瓶を発売。
- 2011年
  - 2月8日 - 500mlロング缶を追加発売[5]。
  - 12月 - 350ml缶・500ml缶において初のリニューアルを実施（同年12月下旬製造分より順次切替）。アロマホップの配合比率や製法を見直した[2]。
- 2012年12月 - 2度目のリニューアルを実施（同年12月下旬製造分より順次切替）。原材料の配合バランスを最適化した[6]。
- 2013年
  - 6月11日 - 250ml入りのミニ缶を追加発売[7]。
  - 7月2日 - 初のシリーズ製品として、レモンとライムの風味を加えた夏季限定品「オールフリー シトラススパークル」を発売[7]。
- 2014年
  - 1月 - 3度目のリニューアルを実施（同年1月上旬製造分より順次切替）。原材料の配合バランスを再度見直した[8]。
  - 4月15日 - 前年に夏季限定で発売されていた「オールフリー シトラススパークル」を原材料の配合バランスを見直すリニューアルを行った上で、夏季限定で再発売[9]。
  - 5月 - 4度目のリニューアルを実施（同年5月下旬製造分より順次切替）。仕込条件を最適化したほか、3度のリニューアルを経てもほとんど変更されていなかったパッケージデザインも今回のリニューアルでは大幅な変更があり、白基調はそのままに、「ALL-FREE」のロゴ色が紺となり、グラスをイメージした金の曲線が新たに配置された[10]。
  - 6月24日 - グレープフルーツの風味とクールフレーバーとした期間限定品「オールフリー シトラスクール」を発売[11]。
  - 8月5日 - 徳島産ゆずを使用（0.1%使用しているが、果実飲料等の表示に関する公正競争規約に基づき、表示上は「無果汁」としている）した数量限定品「オールフリー 瀬戸内限定ゆず」を発売。本品は瀬戸内ブランド認定製品で、販売エリアも中国・四国地区の瀬戸内エリア（岡山県・広島県・山口県・徳島県・香川県・愛媛県）及び兵庫県のみの限定販売である[12]。
  - 10月7日 - 「オールフリー 瀬戸内限定ゆず」のパッケージデザイン・商品名を変更した「オールフリー ゆず」を全国発売[13]。
  - 12月9日 - 冬季限定フレーバー「オールフリー ピンクグレープフルーツ」を発売[14]。
  - 12月24日 - 缶の中央部に"未"をあしらい、「迎春」の文字を大きくデザインした数量限定品「オールフリー 2015年 干支ラベル」を数量限定で発売（350ml缶のみの設定）[15]。
  - 12月 - 5度目のリニューアルを実施（同年12月下旬製造分より順次切り替え）。原材料の配合バランスの見直しを行い、裏面のデザインが変更された[16]。
- 2015年
  - 2月 - 裏面の左上に「プリン体0（100mlあたり0.5mg未満を「プリン体0」とする）」を表記したパッケージに小変更（2月中旬製造分より順次切り替え）[17]。
  - 3月10日 - 期間限定フレーバー「オールフリー レモン&ライム」を発売[18]。
  - 4月21日 - 裏面に瀬戸内海の風景がデザインされた「オールフリー 瀬戸内限定デザイン」を中国・四国地区の瀬戸内エリア（岡山県・広島県・山口県・徳島県・香川県・愛媛県）及び兵庫県のみで数量限定発売[19]。
  - 6月30日 - アルコール分0.00%のノンアルコールビールテイスト飲料としては世界初となるコラーゲン2,000mgを含有する「オールフリー コラーゲン」を発売[20]。
  - 7月28日 - オレンジ風味の数量限定品「オールフリー ビターオレンジ」を発売[21]。
  - 8月 - 左上に「選ばれて、売上No.1」を表記し、裏面に「プリン体ゼロ」のアイコンを配した新デザインに変更（8月上旬製造分から順次切り替え）[22]。
  - 9月1日 - 期間限定品「オールフリー 香る林檎と白ぶどう」を発売[23]。
  - 11月10日 - 期間限定品「オールフリー スパークリングホップ」を発売[24]。
- 2016年
  - 2月 - 6度目のリニューアルを実施（同月上旬製造分から順次切り替え）。ホップ由来の苦味を増やすとともに、甘味とのバランスを最適化した。また、パッケージデザインが刷新され、白基調をベースに、中央にビールグラスと麦の穂が新たにデザインされた[25]。
  - 2月23日 - 「オールフリー コラーゲン」をリニューアル。中身の改良を行うとともに、「オールフリー」同様パッケージデザインが刷新され、ピンク基調をベースに、中央にビールグラスとホップが新たにデザインされた[26]。
  - 4月12日 - 「オールフリー ライムショット」を発売[27]。
  - 12月 - 「オールフリー コラーゲン」の3度目のリニューアルを実施。中身の改良が行われたほか、パッケージデザインも一部変更し、中央に描かれていたビールグラスからビールタンブラーに変更した[28]。
  - 12月6日 - 数量限定品「オールフリー エクストラホップ」を発売[29]。
- 2017年
  - 1月 - 7度目のリニューアルを実施（同月中旬出荷分から順次切り替え）。旨味成分を増やした[30]。
  - 4月25日 - 九州地区限定・数量限定で「オールフリー」350ml缶の「くまもと応援缶」を発売。平成28年熊本地震で被災を受け、一時製造・出荷を休止していた九州熊本工場[31]で缶ビール類（ノンアルコールビールテイスト飲料を含む）の製造・出荷が再開されたことに伴って設定されたもので、1缶につき5円が熊本城復興のために寄付される[32]。
  - 5月 - 8度目のリニューアルを実施（缶製品は同月中旬出荷分から、334ml瓶は同月下旬出荷分から順次切り替え）。仕込工程を見直したほか、パッケージデザインを刷新し、麦をモチーフとしたデザインとなった[33]。
  - 11月28日 - 「オールフリー コラーゲン」がノンアルコールビールテイスト飲料で初の「マザーズセレクション大賞2017」を受賞したことを発表[34]。
  - 12月12日 - 期間限定品「オールフリー 香り華やぐホップ」を発売[35]。
- 2018年
  - 1月 - 「オールフリー コラーゲン」を「オールフリー コラーゲンリッチ」に改名し、4度目のリニューアル（同月下旬製造分から順次切り替え）。味わいが改良され、デザインはピンクのリボンやホップのイラストが新たに配された[36]。
  - 2月13日 - 9度目のリニューアルを実施（334ml小瓶のみ、2017年5月リニューアル品の在庫が無くなり次第順次切替）。炭酸ガス圧を高めるとともに香りも改良。さらに、パッケージデザインが大幅刷新され、白色をベースに斜めに配したゴールドのラインと下部には初めて青色を用いたデザインとなった[37]。
  - 4月10日 - 前年に発売された九州地区限定・数量限定品「オールフリー くまもと応援缶」を新仕様で再発売。裏面の下部に熊本城が描かれたデザインとなっており、前回同様、期間中の売上1本につき5円が熊本城復興のために寄付される[38]。
  - 6月19日 - 透明な液色のペットボトル入り製品「オールフリー オールタイム」をコンビニエンスストア限定で発売[39]。
  - 7月17日 - 「オールフリー ライムショット」をリニューアル。原材料の配合バランス見直しと炭酸ガス圧のアップが行われ、パッケージデザインも刷新された[40]。
  - 11月 - 「オールフリー」・「オールフリー コラーゲンリッチ」をリニューアル（「オールフリー」は10度目、「オールフリー コラーゲンリッチ」は旧名称を含め5度目、いずれも同月下旬製造分から順次切り替え）。「オールフリー」は香りの改良とベースとなる麦汁の見直しを実施。パッケージデザインは下部の青色にストライプが加えられた。「オールフリー コラーゲンリッチ」は炭酸ガス圧をアップ。パッケージデザインはベースとなるピンクをより淡い色に変更された[41]。
  - 11月20日 - 前年に発売された期間限定品「オールフリー 香り華やぐホップ」をリニューアルの上再発売。炭酸ガス圧がアップされた[42]。
- 2019年
  - 3月 - 「オールフリー ライムショット」を2度目のリニューアル（同月下旬製造分から順次切り替え）。原料の配合が見直され、パッケージデザインはベースとなる銀をより明るい色に変更された[43]。
  - 4月7日 - 熊本城のイラストをデザインした6缶パック「くまもと応援パック」を九州地区限定・数量限定で発売。「くまもと応援缶」の時と同様、1缶につき5円（今回は6缶パックのため、1パックにつき30円）が熊本城復旧のために寄付される[44]。
  - 5月28日 - 「オールフリー ライムショット 150ml増量缶（500ml）」を数量限定で発売。
  - 6月25日 - 日本国内のビールメーカーとして初めてとなるノンアルコールビールテイスト飲料の樽詰「オールフリー樽詰（10L）」を料飲店限定で発売[45]。
  - 7月16日 - ブランド初となる機能性表示食品「からだを想うオールフリー」を発売。ローズヒップに含まれるポリフェノールのひとつであるローズヒップ由来ティリロサイドを機能性関与成分として含有する[46]。
- 2020年
  - 3月10日 - 11度目のリニューアルを実施。中身・パッケージともに刷新され、中央にブルーラインが配された[47]。
  - 7月17日 - Amazon.comでの取り扱い開始を皮切りに、アメリカ全土での販売を開始[48]。
  - 12月 - 12度目のリニューアルを実施（同月製造分から順次切替）。中身の改良を行うとともに、パッケージ下部は「ノンアルコール」を金色に、「カロリーゼロ・糖質ゼロ」の表記をチェックマーク付きで「カロリー0・糖質0・プリン体0」にそれぞれ変更された[49]。
- 2021年9月7日 - 「からだを想うオールフリー」にロング缶の500mlを追加発売[50]。
- 2022年
  - 1月 - 13度目のリニューアルを実施（同月製造分から順次切替）。中身の改良を行ったほか、350ml缶と500ml缶は3月製造分（一部）までの期間限定で「美味しくなった!」のアイコンが表記された[51]。
  - 5月 - 「オールフリー ライムショット」を3度目のリニューアル（同月上旬製造分から順次切替）。ライムを添えたビール瓶のイラストを中央に配したパッケージデザインに刷新。また、31日には500ml入りの「150ml増量缶」も数量限定で発売された[52]。
- 2023年
  - 1月 - 14度目のリニューアル並びに「オールフリー ライムショット」を4度目のリニューアル。「オールフリー」は中身の改良が行われるとともに、下部の「カロリー0・糖質0・プリン体0」が手書き風の書体に変更。「オールフリー ライムショット」はライムを添えたビール瓶のイラストが左寄りとなり、その付近に「爽快ライム」のアイコンが入った[53]。
  - 6月 - 機能性表示食品「あしたを想うオールフリー」を発売。GABAを機能性関与成分として含有する[54]。

## 商品の特徴
| エネルギー | 0 kcal      |
| たんぱく質 | 0 g         |
| 脂質       | 0 g         |
| 炭水化物   | 0 g         |
| 糖質       | 0 g         |
| 食物繊維   | 0 - 0.1 g   |
| 食塩相当量 | 0 - 0.02 mg |

| 麦芽                      |
| ホップ                    |
| 炭酸                      |
| 香料                      |
| 酸味料                    |
| カラメル色素              |
| ビタミンC                 |
| 苦味料                    |
| 甘味料（アセスルファムK） |

- アルコール分0.00%により、自動車の運転がある場合でも飲用可能である。
- 粒選り麦芽100%仕込みの一番麦汁だけを使用している。
- 天然水100%仕込みである（サントリー株式会社が扱うビールや新ジャンル同様に〈天然水のビール工場〉で製造されており、パッケージには「天然水のビール工場から SUNTORY」のアイコンが表示されている）。
- 白色を基調としたパッケージデザインは、アルコール分0.00%、味わい、品質性を表現している。

### 製法
- 麦芽を主原料に、天然水仕込みの麦汁をベースとする。それによりアルコールが生成されない。
- 原材料の配合や仕込み方法の最適化により、ビールのような泡をつくり、ビール類の代替商品として完成させている。

2020/3リニューアルまでの原材料・成分
| 麦芽                                    |
| 糖類（糖化スターチ）                    |
| ホップ                                  |
| 酸味料                                  |
| 酸化防止剤（ビタミンC）                 |
| 香料                                    |
| 甘味料（アセスルファムK、スクラロース） |

| エネルギー | 0 kcal    |
| たんぱく質 | 0 g       |
| 脂質       | 0 g       |
| 糖質       | 0 g       |
| 食物繊維   | 0 - 0.1 g |
| ナトリウム | 0 - 7 mg  |

## ラインアップ（2022年8月現在）
現行製品
- オールフリー
  - 250ml缶
  - 350ml缶
  - 500ml缶
  - 334ml瓶
  - 10L樽詰（業務用）

- オールフリー ライムショット
  - 350ml缶

- からだを想うオールフリー【機能性表示食品】
  - 350ml缶
  - 500ml缶

- あしたを想うオールフリー【機能性表示食品】
  - 350ml缶

過去に販売されていた製品
- オールフリー オールタイム（2018年6月19日 - 同年9月30日、CVS専売）
  - 380mlペットボトル

- オールフリー コラーゲンリッチ
  - 350ml缶

## CM曲
- 「天才バカボン」
  - 作詞：東京ムービー企画部・作曲：渡辺岳夫・仏語詞・歌：クレモンティーヌ

※アイドル・フォーのカヴァー曲でボサノヴァ調にアレンジされている。
- 「ルージュの伝言」
  - 作詞・作曲：荒井由実・編曲：松任谷正隆・歌：Yuming

※山口智子が出演する「アクティブな休日」篇、および「休肝日」篇にて使用されている。
- 「渚のバルコニー」
  - 作詞：松本隆・作曲：呉田軽穂(松任谷由実)・歌：奇妙礼太郎

※桐島かれん・黒木華が出演する「母と空とワタシ」篇にて使用されている。
- 「The Power of Love」
  - 作詞・作曲：ヒューイ・ルイス、クリス・ヘイズ、ジョニー・コーラ・歌：ヒューイ・ルイス&ザ・ニュース

※2018年2月から12月まで使用。ただしCMではボーカル部分は使用されず、イントロ部分のみ使用された。
- 「Jump」
  - 作詞・作曲：エドワード・ヴァン・ヘイレン、アレックス・ヴァン・ヘイレン、マイケル・アンソニー、ディヴィット・リー・ロス・歌：ヴァン・ヘイレン

※2019年2月より使用。
- 「愛の水中花」
  - 作詞：五木寛之・作曲：小松原まさし・歌：林原めぐみ[55]

※2024年5月より、南海キャンディーズが出演する「からだを想うオールフリー」のCMで使用。但し、CMで使用されているのは同曲の替え歌である。

## CMキャラクター
- 三浦友和
- 榮倉奈々
- 綾野剛
- 山口智子
- 松平健 - 2013年度下半期に放映のビール工場見学のCM撮影が行われていた。
- 黒木華（2015年2月 - 2017年5月）
- 桐島かれん（2015年2月 -2017年5月）
- 松下洸平（2015年3月から放映された『東京』篇で黒木と共演。黒木と松下は大学在学中に参加していた演劇ワークショップで共に学んだ仲で、今回の撮影で再会したというエピソードがある[56]）
- 黒沢かずこ（森三中、2015年6月から放映された『浴衣のふたり』篇で黒木と共演[57]）
- 佐々木蔵之介（2017年6月24日 - 2018年2月9日）
- 高畑充希（2017年6月24日 - 2018年2月9日）
- 稲垣吾郎（2018年2月10日 - 2020年2月29日）[37]
- 香取慎吾（2018年2月10日 - 2020年2月29日）[37]
- 塚地武雅（2019年2月から放映の『ノンアル維新!始まる』篇で稲垣・香取と共演[58]）
- 加山雄三（2019年2月から放映の『ノンアル維新!お殿様』篇で稲垣・香取と共演[58]）
- 寺脇康文（2019年4月 - BSで放送される60秒CMに登場。サントリー社員と共演）
- 高橋由伸（2019年6月から放映の『ノンアル維新!夏だ、自由だ。』篇で稲垣・香取と共演[59]）
- 菜々緒（2020年3月7日 [60] - 2024年3月）
- オカリナ（おかずクラブ）（2021年3月 - ）
- 松村北斗（SixTONES、2023年3月18日 [61] - 10月）
- ラバーガール（2023年3月18日 [61] - ）
- 南海キャンディーズ （「からだを想うオールフリー」2019年7月 - 、「あしたを想うオールフリー」2023年6月 - ）
- ハリウッドザコシショウ（「オールフリー ライムショット」）
- 深津絵里（2024年4月 - ）
- 津田篤宏（ダイアン、2024年4月 - ）